# White Pony
White Pony er en DJ/ producer-duo bestående af Pato Siebenhaar kendt projektet Trolle//Siebenhaar, og Lasse Lyngbo.
White Pony blev først for alvor en realitet, da Siebenhaar og Lyngbo i februar 2008 deltog i og vandt den første udgave af iPod Battle, der blev afholdt på Vega Natklub.
I sommeren 2008 var White Pony P3's Uundgåelige med singlen "Falling", som blev gæstet af Tobias K fra The Floor Is Made Of Lava på vokal og indeholdt førstegangs-rap fra Land aka. Asbjørn Auring Grimm, som ellers er frontfigur i det danske indie-band Decorate Decorate. Musikvideoen blev nomineret ved Soho Shorts Festival.
White Ponys debutalbum, K Town Stomp, udkom i 2010, og det fik fire ud af seks stjerner i musikmagasinet GAFFA.
I 2011 udkom singlen "Hvis Du Vil Ha'".

## Diskografi
- K Town Stomp (2010)